# Nowa Góra (województwo łódzkie)
Nowa Góra – wieś w Polsce położona w województwie łódzkim, w powiecie opoczyńskim, w gminie Żarnów.
Wieś wchodzi w skład sołectwa Sielec.
W latach 1975–1998 miejscowość położona była w województwie piotrkowskim.
Wierni Kościoła rzymskokatolickiego należą do parafii św. Mikołaja w Żarnowie.